# Resolució 1825 del Consell de Seguretat de les Nacions Unides
La Resolució 1825 del Consell de Seguretat de les Nacions Unides fou adoptada per unanimitat el 23 de juliol de 2008. Observant la situació al Nepal, i a proposta del govern d'aquest país, el consell va decidir ampliar la Missió de les Nacions Unides al Nepal (UNMIN) durant sis mesos per completar el seu seguiment i gestió d'armes i personal armat, d'acord amb l'acord del 25 de juny entre els partits polítics del país.
El Consell va acordar amb el Secretari General que l'actual dispositiu de seguiment no era necessari per a un període substancial i va aprovar les seves recomanacions per a una retirada gradual i gradual de la missió.
El Consell va demanar al Govern de Nepal que continués creant condicions propícies per a la realització de les activitats de la UNMIN i de totes les parts per treballar junts amb un esperit de consens i compromís per continuar la transició cap a un futur pacífic, democràtic i pròsper.